# Stazione di Capalbio
La stazione di Capalbio è una stazione ferroviaria situata a Capalbio Scalo, località del territorio comunale di Capalbio, nei pressi del lago di Burano. La stazione dista dal centro comunale di Capalbio circa 9 chilometri.

## Storia
Una prima stazione nel territorio capalbiese era stata aperta in località Nunziatella il 3 agosto 1864, come termine ultimo della ferrovia che da Pisa scendeva fino al confine con lo Stato Pontificio. Con il prolungamento della linea ferroviaria fino a Civitavecchia nel 1867 e l'apertura della stazione di Chiarone, la stazione di Nunziatella venne smantellata.
In seguito, venne avvertita l'esigenza di una fermata tra le stazioni di Orbetello e di Chiarone, e la nuova stazione di Capalbio fu così inaugurata l'11 settembre 1885.

## Strutture e impianti

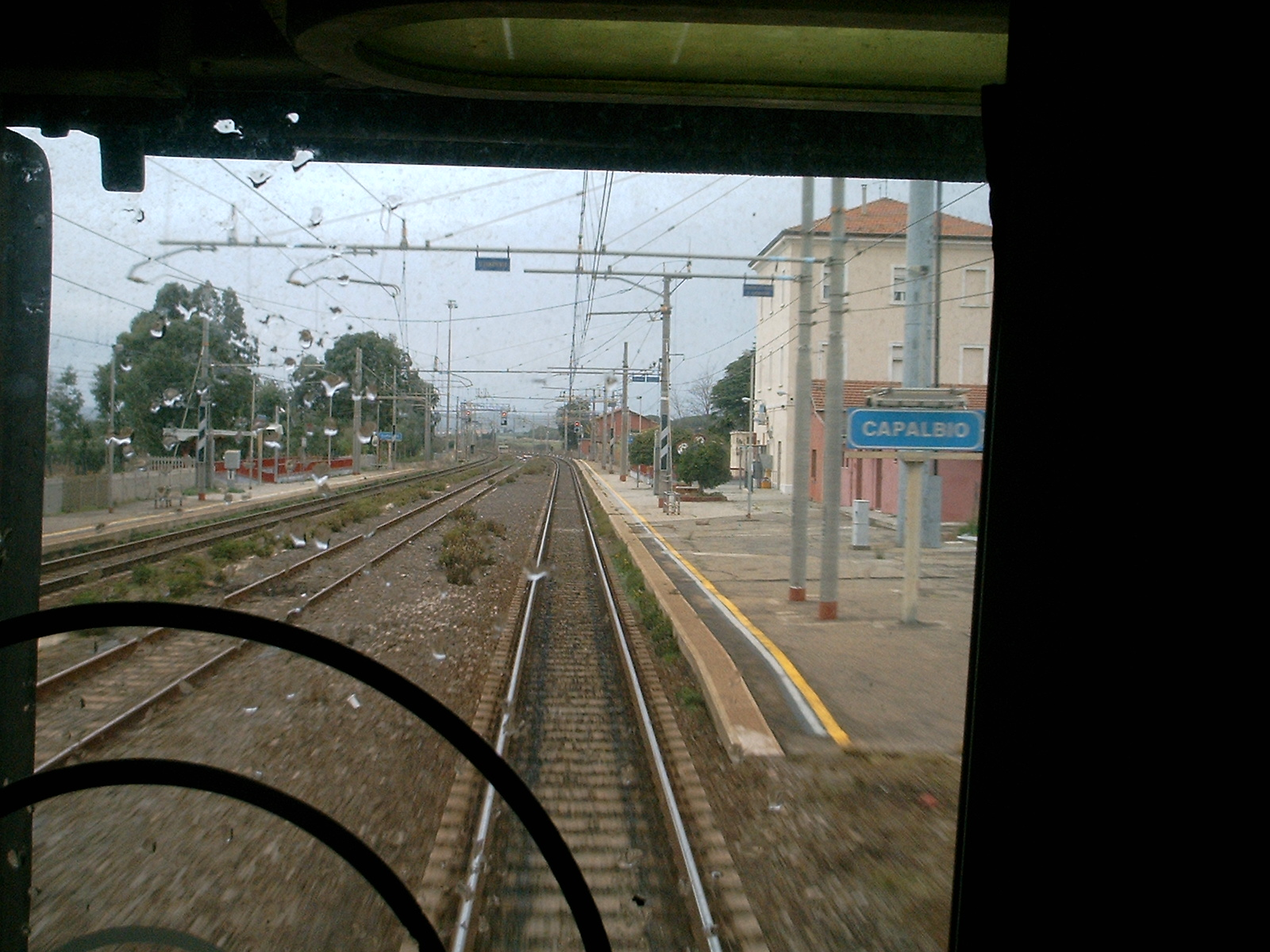
Veduta del piazzale della stazione dalla coda di un treno, si noti il binario centrale ancora presente

La stazione si compone di un fabbricato viaggiatori a tre piani, uno scalo merci servito da 2 binari (originariamente 3) e avente un magazzino merci e piano caricatore. È attraversata dai due binari di corsa della linea serviti rispettivamente da due banchine collegate tramite sottopassaggio. Era originariamente presente un binario centrale utilizzato per l'effettuazione di precedenze o stazionamento temporaneo di convogli circolanti in linea.
Rete Ferroviaria Italiana classifica l'impianto come di categoria Silver.

## Movimento
Nella stazione fermano alcuni treni ex-interregionali e regionali in servizio lungo la linea Tirrenica, mentre tutti i convogli regionali da e per Grosseto, Pisa e Roma effettuano la loro fermata presso la stazione.

## Interscambi
La stazione permette i seguenti interscambi:
- Fermata autobus